# Вольские войны
Вольские войны — серия конфликтов между Римской республикой и италийским народом вольсков.
Причиной конфликта стала миграция вольсков в южный Лаций, которая вынудила местных латинян начать войну под руководством Рима, как доминирующего полиса. К концу V века до н. э. вольски стали проигрывать, а к концу Самнитских войн были включены в состав Римской республики. Древние историки уделяли значительное место Вольским войнам в своих рассказах о ранней Римской республике, но историческая достоверность большей части этого материала была поставлена под сомнение современными историками.

## Столкновение царского Рима с вольсками
Согласно ранней полулегендарной истории Рима, седьмой и последний римский царь Луций Тарквиний Гордый (последняя треть VI века до н. э.) был первым, кто начал войну против вольсков, тем самым став виновником конфликта, растянувшегося на два столетия. Тарквиний захватил богатый город Суесса Пометия и вернулся с триумфом в Рим, а захваченную добычу использовал для постройки Капитолийского храма.

## Агрессия вольсков в V веке до н. э.
В середине 490-х годов до н. э. вольски и эквы, родственный народ, вторглись в Лаций, мигрируя с гор на равнины. Несколько небольших латинских общин, по-видимому, были застигнуты врасплох и захвачены без сопротивления. В ответ на это латиняне образовали Foedus Cassianum, взаимный военный союз между латинскими городами и Римом в качестве ведущего партнера. Древние источники утверждают, что почти в каждый год первой половины V века до н. э. происходили бои либо с эквами, либо с вольсками, либо с теми и другими. Известно, что римский аристократ Гней Марций Кориолан перешел на сторону вольсков после того, как был отвергнут своими соотечественниками. В этих ежегодных войнах преобладали скорее набеги и мелкие стычки, а не ожесточенные сражения, описанные в древних источниках.

### Набег вольсков в 495 году до н. э.
Согласно Ливию, примерно в 496 году до н. э., до того как римляне разгромили латинян в битве при озере Регилл, вольски собрали войска, чтобы помочь латинянам. Но из-за нетерпеливых действий римского диктатора армия вольсков не прибыли вовремя, чтобы принять участие в сражении. Однако римляне узнали о деятельности вольсков, и в 495 году до н. э. консул Публий Сервилий Приск Структ выступил на территорию вольсков. Вольски испугались и отдали в заложники триста детей из самых знатных родов Коры и Суессы Пометии. Римская армия отступила.
Однако вскоре после этого вольски заключили союз с герниками и отправили послов просить помощи у латинян. Латиняне, потерпев поражение от Рима в прошлом году, были так возмущены попытками вольсков втянуть их в новую войну, что схватили послов, доставили их к римским консулам и сообщили им, что вольски вместе с герниками разжигают войну. Римский сенат, столь благодарный за предупреждение латинян, вернул им 6000 пленных, а взамен латиняне отправили золотую корону в Храм Юпитера.
В 495 году до н. э. группа латинских всадников прибыла в Рим, чтобы предупредить о приближении армии вольсков к городу. Благодаря этому плебеям, которые были недовольны большими налогами, и сенату патрициев удалось избежать открытой вражды. Но плебеи отказались идти на войну против вольсков из-за своих обид. Сенат направил консула Сервилия для решения этой проблемы. Сервилий собрал народ и успокоил его указами, облегчавшими некоторые из наиболее тяжёлых налогов, а также дал обещание дальнейшего рассмотрения долговых и налоговых проблем после войны. Умиротворенный народ согласился принести военную присягу. Вскоре Сервилий вывел римскую армию из города и разбил лагерь недалеко от врага.
Вольски напали на лагерь следующей ночью, надеясь извлечь выгоду из разногласий римлян. Но план провалился, римляне взяли в руки оружие и отразили нападение. На следующий день вольски снова пошли на римские укрепления, обойдя траншеи и атаковав крепостной вал. Консул сначала сдерживал войска, позволяя вольскам разрушить большую часть укреплений вокруг лагеря. Затем он отдал приказ атаковать, враг был разбит при первом же столкновении. Римляне преследовали армию вольсков до их собственного лагеря, а затем окружили остатки сил. Лагерь был взят и разграблен сразу же после бегства вольсков. Римские войска последовали за врагов в Суессу Пометию, захватили и разграбили этот город. Затем римляне вернулись в столицу с триумфом. В Рим прибыли послы из вольского города Экетра, сенат согласился даровать им мир при условии, что их земли будут переданы Риму.

### Конфликт в 494 году до н.э.
В 494 году до н.э. против Рима выступило сразу три народа: сабины, эквы и вольски. Плебеи, недовольные своими долговыми проблемами, отказались идти на войну и устроили первую сецессию. Сенат, чтобы усмирить народ, назначил диктатором Мания Валерия Максима. После умиротворения ситуации, были сформированы 10 легионов, больше, чем когда-либо до этого. Для сражения с вольсками, консулу Вергинию было выделено 3 легиона.
Вергиний выступил с римской армией и опустошил территорию вольсков, чтобы спровоцировать врага на битву. Две армии разбили лагерь рядом друг с другом, а затем выстроились в боевые порядки на равнине, лежащей между лагерями. Вольски, имеющие значительный численный перевес, атаковали римские войска. Консул приказал не наступать, не отвечать на боевые кличи врага и даже оставить свои копья воткнутыми в землю, но обнажить мечи и броситься на войска вольсков, когда они подойдут. Измотанные вольски проиграли римской обороне и в беспорядке отступили. Римская армия перешла в наступление и захватила лагерь врага, а затем взяла вольский город Веллетри. Римляне перебили многих оставшихся вольских солдат, за исключением небольшого числа, которые согласились сдаться в плен.
Территория вокруг Веллетри была присоединена к Римской республике, а в городе заложена колония.

### Ответные действия Рима
В 493 году до н.э. римская армия, во главе с консулом Постумом Коминием Аврунком, разгромила отряд вольсков из прибрежного города Анциум. Римляне преследовала врага до города Лонгула (к северу от Анциума), взяли его, а затем, преследуя вольсков дальше на север, захватили Поллуску и последовали в Кориолы.
Римская армия осадила Кориолы. Пока римляне были сосредоточены на осаде, из Анциума прибыло еще одно войско вольсков и атаковало врага, в то же самое время гарнизон Кориол предпринял вылазку. Молодой знатный римлянин, Гней Марций, нес вахту во время контратаки вольсков. Он быстро собрал небольшой отряд солдат, чтобы сразиться с гарнизоном Кориолы. Гней не только отбил врага, но и ворвался в городские ворота, а затем начал поджигать дома, стоявшие вдоль городской стены. Жители Кориол закричали, а всё вольское войско было разбито римлянами. Город был захвачен, и Марций получил титул Кориолана.

### Перемирие
В 492 году до н.э. Рим охватил голод. Консулы решили купить зерно у соседних народов. Вольские вожди угрожали своим торговцам насилием, если они продадут зерно римлянам.
Ливий сообщает, что вольски собирались атаковать Рим. Однако голод распространился среди вольсков, и планы были отменены. Римляне предприняли несколько шагов для защиты своей позиции в будущих войнах. Были посланы дополнительные колонисты в город Веллетри, а Норбе основана новая колония.